# Chialingosaurus
A Chialingosaurus (jelentése 'Chialing-gyík') a stegosaurus dinoszauruszok egyik, a Kentrosaurushoz hasonló neme, amely a Shaximiao (Sahszimiao) Formáció késő jura időszaki csontmedreiből került elő, a kínai Szecsuan tartományban. Kora miatt az egyik legrégebbi stegosaurusnem, körülbelül 160 millió évvel ezelőtt élt. Mivel a Chialingosaurus növényevő volt, a tudósok úgy gondolják, hogy valószínűleg harasztokkal és cikászokkal táplálkozott, ami bőségesen állt rendelkezésre abban az időben, amikor az állat élt. Nevét a dél-kínai Chialing (Csealing) folyóról kapta. Feltehetően 4 méter hosszú volt, a tömege viszont csak 150 kilogramm lehetett, ami jóval elmarad a későbbi stegosaurusokétól.

## Felfedezés és fajok
A Chialingosaurus Kuan Yao Wu (Kuan Jao Vu), a kínai geológus fedezte fel Quxian (Csühszien) megyében, 1957-ben. A nevét C. C. Young, avagy Yang Zhongjian (Jang Csung-csien) őslénykutató alkotta meg két évvel később, bár a Chialingosaurushoz tartozó fosszíliák nagyon hiányosak, és egy fiatal példányhoz tartoznak. 1969-ben, Rodney Steel felvetette, hogy a Chialingosaurus talán valójában a többi stegosaurus korai őse lehetett, de ezt nehéz megállapítani: a Chialingosaurus kuani típuspéldánya csak egy részleges csontváz, az eredeti leletanyagot a Chongqingi (Csungcsing) Községi Múzeumnál dolgozó Zhou Shiwu (Csou Si-vu) mellékelte 1978-ban.

## Fordítás
- Ez a szócikk részben vagy egészben a Chialingosaurus című angol Wikipédia-szócikk ezen változatának fordításán alapul.  Az eredeti cikk szerkesztőit annak laptörténete sorolja fel. Ez a jelzés csupán a megfogalmazás eredetét és a szerzői jogokat jelzi, nem szolgál a cikkben szereplő információk forrásmegjelöléseként.